# Massimiliano Gioni
Massimiliano Gioni (Busto Arsizio, 6 dicembre 1973) è un critico d'arte contemporanea e curatore italiano.

## Biografia
Nato e cresciuto a Busto Arsizio, vive oggi a New York con la moglie Cecilia Alemani, come lui critico d'arte contemporanea e curatrice di fama internazionale. È l'ultimo di tre figli; la madre era insegnante, mentre il padre era direttore di stabilimento presso una fabbrica d'inchiostro.
Nel 1987 si trasferì nell'Isola di Vancouver, Canada, per frequentare il Lester B. Pearson United World College. Tornato in Italia si laureò in Storia dell'arte al DAMS dell'Università degli studi di Bologna; per mantenersi durante gli studi si dedicò all'attività di traduttore. Terminati gli studi si trasferì a Milano nella veste di caporedattore dell'edizione italiana della rivista Flash Art, dove conobbe Maurizio Cattelan. Nel 1999 venne trasferito nella redazione di New York dove incontrò Francesco Bonami, oggi curatore indipendente, insieme al quale collaborò ad alcuni progetti artistici. Nel 2003 Bonami ricoprì la carica di direttore artistico della Biennale di Venezia e, nell'ambito della mostra, affidò a Gioni l'organizzazione della sezione La Zona.
Dal 2003 è il direttore artistico della Fondazione Nicola Trussardi di Milano, dove organizza personali di Pawel Althamer, John Bock, Maurizio Cattelan, Martin Creed, Elmgreen & Dragset, Tacita Dean, Peter Fischli & David Weiss, Urs Fischer, Paul McCarthy, Paola Pivi, Pipilotti Rist, Anri Sala, Tino Sehgal, 81/2 Firenze.
Nel 2004 curò insieme a Martha Kuzma la quinta edizione della Biennale di arte contemporanea itinerante Manifesta a San Sebastián. È stato curatore della Biennale di Berlino (2006), insieme a Cattelan e Ali Subotnick (curatrice dell'Hammer Museum di Los Angeles), e della Biennale di Gwangju, Corea del Sud (2010), evento che ottenne un grande successo di pubblico, con più di cinquecentomila visitatori, ed ottime critiche.
Inoltre ha collaborato alle Biennali di Lione (2007) e Sydney (2008).
Nel dicembre 2007 è stato nominato direttore associato del New Museum of Contemporary Art di New York, mentre nel gennaio 2012 è stato nominato direttore del settore Arti Visive della 55ª Biennale Arte di Venezia, che si è tenuta nel 2013
Nell’aprile del 2017 cura la mostra dal titolo La terra inquieta, alla quale collaborano due rinomate istituzioni milanesi: la Fondazione Trussardi e la Triennale di Milano. Negli spazi di quest’ultima è stata allestita una mostra incentrata sullo scottante tema della migrazione e la crisi dei rifugiati. In mostra le opere di circa 65 artisti internazionali, provenienti  dal Libano, Marocco, Siria, Albania, Iraq, ecc. in un allestimento esteso su entrambi i piani del Palazzo dell’Arte di Milano, per raccontare i mutamenti di un globo, che attraverso esodi, calamità naturali, conflitti bellici, sta mutando la realtà della nostra vita contemporanea. La mostra attraverso materiale storico, reportage, videoinstallazioni, ha ricostruito gli accuduti degli ultimi anni, ripercorrendo attraverso un percorso topografico reale ma al contempo metaforico, l’attuale metamorfosi globale.
Massimiliano Gioni ha collaborato con le riviste Artforum, Domus, Frieze, Parkett, Rolling Stone, Wired e con le case editrici Charta, Arnoldo Mondadori Editore, Phaidon, Les Presses du Reel e Rizzoli.

## Opere
- Matthew Barney, Milano, Mondadori Electa, 2007, ISBN 88-370-4638-3.
- Massimiliano Gioni e Karen Marta, Pawel Althamer: 2000 Words, Atene, DESTE Publications, 2013, ISBN 9609931472.
- La grande madre, Milano, Skira, 2015, ISBN 8857229564.
- Pipilotti Rist: Pixel Forest, Londra, Phaidon Press, 2016, ISBN 0714872768.

## Filmografia
- Maurizio Cattelan: Be Right Back, regia di Maura Axelrod (2016)[13][14]